# デジタル・ナイト・ララバイ
「デジタル・ナイト・ララバイ」は1980年9月21日に東芝EMI（現：ユニバーサルミュージックLLC）より発売された歌手、石坂智子の通算2枚目となるシングル楽曲である。
レコード番号はTP-17053。

## 楽曲概要
- 前作のデビュー曲「ありがとう」とは一転し大人の雰囲気を歌った楽曲になっている。
- 本作はオリコンチャートで前作を上回らず最高位61位止まり、売上枚数も前作に対し、60%近く（概ね約5万枚程度）まで激減した[1]。

## 収録楽曲
全作詞・全作曲：伊藤薫、全編曲：大村雅朗　

1. デジタル・ナイト・ララバイ(3'23")
2. ブルー・カラー・レディー (3'24")

## 収録アルバム
- デジタル・レディー　（1980年12月1日発売）　発売元：東芝EMI
- ベストアルバム　（1981年12月1日発売） 　発売元：東芝EMI